# Montsoreau
Montsoreau (pronunciació francesa: [mɔ̃soʁo]), és un municipi francès de la Vall del Loira, situat al departament de Maine i Loira i a la regió de País del Loira. L'any 2007 tenia 493 habitants.

## Demografia

### Població
El 2007 la població de fet de Montsoreau era de 493 persones. Hi havia 212 famílies de les quals 71 eren unipersonals (24 homes vivint sols i 47 dones vivint soles), 63 parelles sense fills, 51 parelles amb fills i 27 famílies monoparentals amb fills.
La població ha evolucionat segons el següent gràfic:

### Habitatges
El 2007 hi havia 363 habitatges, 225 eren l'habitatge principal de la família, 107 eren segones residències i 30 estaven desocupats. 339 eren cases i 10 eren apartaments. Dels 225 habitatges principals, 143 estaven ocupats pels seus propietaris, 77 estaven llogats i ocupats pels llogaters i 5 estaven cedits a títol gratuït; 2 tenien una cambra, 20 en tenien dues, 57 en tenien tres, 53 en tenien quatre i 94 en tenien cinc o més. 162 habitatges disposaven pel capbaix d'una plaça de pàrquing. A 117 habitatges hi havia un automòbil i a 80 n'hi havia dos o més.

### Piràmide de població
La piràmide de població per edats i sexe el 2009 era:
| Homes | Edats   | Dones |
| ----- | ------- | ----- |
| 0     | 95 o +  | 0     |
| 4     | 90 a 94 | 0     |
| 4     | 85 a 89 | 16    |
| 4     | 80 a 84 | 4     |
| 12    | 75 a 79 | 20    |
| 12    | 70 a 74 | 16    |
| 8     | 65 a 69 | 20    |
| 20    | 60 a 64 | 32    |
| 4     | 55 a 59 | 0     |
| 20    | 50 a 54 | 12    |
| 24    | 45 a 49 | 16    |
| 12    | 40 a 44 | 20    |
| 12    | 35 a 39 | 12    |
| 16    | 30 a 34 | 16    |
| 24    | 25 a 29 | 24    |
| 24    | 20 a 24 | 16    |
| 12    | 15 a 19 | 8     |
| 12    | 10 a 14 | 4     |
| 20    | 5 a 9   | 24    |
| 16    | 0 a 4   | 8     |

## Clima
| Paràmetres climàtics mitjans de Montsoreau                                                                                | Paràmetres climàtics mitjans de Montsoreau | Paràmetres climàtics mitjans de Montsoreau | Paràmetres climàtics mitjans de Montsoreau | Paràmetres climàtics mitjans de Montsoreau | Paràmetres climàtics mitjans de Montsoreau | Paràmetres climàtics mitjans de Montsoreau | Paràmetres climàtics mitjans de Montsoreau | Paràmetres climàtics mitjans de Montsoreau | Paràmetres climàtics mitjans de Montsoreau | Paràmetres climàtics mitjans de Montsoreau | Paràmetres climàtics mitjans de Montsoreau | Paràmetres climàtics mitjans de Montsoreau | Paràmetres climàtics mitjans de Montsoreau |
| Mes | Gen.                                       | Feb.                                       | Mar.                                       | Abr.                                       | Mai.                                       | Jun.                                       | Jul.                                       | Ago.                                       | Set.                                       | Oct.                                       | Nov.                                       | Des.                                       | Anual                                      |
| --- | ------------------------------------------ | ------------------------------------------ | ------------------------------------------ | ------------------------------------------ | ------------------------------------------ | ------------------------------------------ | ------------------------------------------ | ------------------------------------------ | ------------------------------------------ | ------------------------------------------ | ------------------------------------------ | ------------------------------------------ | ------------------------------------------ |
| Temperatura màxima registrada °C (°F)                                                                                     | 16,9 (62,4)                                | 20,8 (69,4)                                | 23,7 (74,7)                                | 29,2 (84,6)                                | 31,8 (89,2)                                | 36,7 (98,1)                                | 37,5 (99,5)                                | 39,8 (103,6)                               | 34,5 (94,1)                                | 29,0 (84,2)                                | 22,3 (72,1)                                | 18,5 (65,3)                                | 39,8 (103,6)                               |
| Temperatura diària màxima °C (°F)                                                                                         | 11,1 (52)                                  | 12,1 (53,8)                                | 15,1 (59,2)                                | 17,4 (63,3)                                | 22,5 (72,5)                                | 27 (80,6)                                  | 26,4 (79,5)                                | 27,2 (81)                                  | 21,6 (70,9)                                | 19,9 (67,8)                                | 12,7 (54,9)                                | 9,2 (48,6)                                 | 19,2 (66,6)                                |
| Temperatura diària mínima °C (°F)                                                                                         | 8,8 (47,8)                                 | 4 (39,2)                                   | 6,5 (43,7)                                 | 4,5 (40,1)                                 | 10,6 (51,1)                                | 14,2 (57,6)                                | 15,3 (59,5)                                | 15,3 (59,5)                                | 11,2 (52,2)                                | 10,2 (50,4)                                | 4,4 (39,9)                                 | 2,6 (36,7)                                 | 9,0 (48,2)                                 |
| Precipitació total mm (polzades)                                                                                          | 66 (2,6)                                   | 35 (1,4)                                   | 50 (2)                                     | 3,5 (0,1)                                  | 45 (1,8)                                   | 51 (2)                                     | 27 (1,1)                                   | 15,5 (0,6)                                 | 34 (1,3)                                   | 11,5 (0,5)                                 | 29 (1,1)                                   | 40 (1,6)                                   | 411 (16,2)                                 |
| Font: Climatologie mensuelle à la station de Montreuil-Bellay.; Infoclimat.fr (humidity, snowy days 1961–1990) 13/03/2019 |                                            |                                            |                                            |                                            |                                            |                                            |                                            |                                            |                                            |                                            |                                            |                                            |                                            |

## Economia
El 2007 la població en edat de treballar era de 283 persones, 196 eren actives i 87 eren inactives. De les 196 persones actives 157 estaven ocupades (84 homes i 73 dones) i 39 estaven aturades (18 homes i 21 dones). De les 87 persones inactives 33 estaven jubilades, 17 estaven estudiant i 37 estaven classificades com a «altres inactius».

### Ingressos
El 2009 a Montsoreau hi havia 232 unitats fiscals que integraven 474 persones, la mediana anual d'ingressos fiscals per persona era de 17.186 €.

### Activitats econòmiques
Dels 42 establiments que hi havia el 2007, 1 era d'una empresa extractiva, 4 d'empreses alimentàries, 1 d'una empresa de fabricació de material elèctric, 3 d'empreses de construcció, 9 d'empreses de comerç i reparació d'automòbils, 10 d'empreses d'hostatgeria i restauració, 1 d'una empresa financera, 2 d'empreses immobiliàries, 4 d'empreses de serveis, 3 d'entitats de l'administració pública i 4 d'empreses classificades com a «altres activitats de serveis».
Dels 13 establiments de servei als particulars que hi havia el 2009, 1 era un taller de reparació d'automòbils i de material agrícola, 2 paletes, 1 fusteria, 2 perruqueries, 6 restaurants i 1 agència immobiliària.
Dels 6 establiments comercials que hi havia el 2009, 1 era una botiga de menys de 120 m², 2 fleques, 2 carnisseries i 1 una botiga de mobles.
L'any 2000 a Montsoreau hi havia 6 explotacions agrícoles.

## Equipaments sanitaris i escolars
El 2009 hi havia una escola elemental.

## Poblacions més properes
El següent diagrama mostra les poblacions més properes.